# Antoine-Constantin de Maillardoz
Antoine-Constantin, marquis de Maillardoz, né le 25 mai 1765 à Fribourg et mort dans la même ville le 1er mai 1832, est un général et diplomate suisse.

## Biographie
Fils de Jean-Frédéric-Roch de Maillardoz, il devient officier au service du roi de France, commandant de la compagnie lieutenant-colonelle du régiment des Gardes suisses.
Il est membre du Grand Conseil du canton de Fribourg de 1795 à 1798, puis de 1812 à 1831, et devient conseiller communal exécutif de Fribourg en 1802. Il est envoyé extraordinaire de la Confédération auprès du Premier consul de 1803 à 1804, puis ministre plénipotentiaire à Paris de 1803 à 1814. Lors de le création des régiments suisses, il a été provisoirement nommé colonel général des Suisses.
Colonel fédéral de 1809 à 1818, il reprend du service auprès du roi de France sous la Restauration et est promu maréchal de camp en 1816.
Il prend sa retraite en 1819.

## Sources
- R. de Castella de Delley, Le régiment des gardes-suisses au service de France, 1964
- P. Favarger, Échos du Premier Empire d'après la correspondance diplomatique du marquis de Maillardoz, 1914
- Hervé de Weck, « Maillardoz, Antoine Constantin de » dans le Dictionnaire historique de la Suisse en ligne, version du 3 décembre 2009.
- Notices d'autorité :   - VIAF
  - GND
- Ressource relative à la vie publique :   - Documents diplomatiques suisses 1848-1975